# Троглав (планина)
Троглав се налази југозападно од Краљева и Матарушке бање. Окружује и надноси се над Богутовачком бањом, до које се долази када се из долине Ибра од Богутовца скрене путем уз реку Лопатницу. Тачније, Богутовачка бања смештена је у једном просеку Троглава, који се спушта из правца његовог врха. 
Троглав окружују Столови са Усовицом са истока и Чемерно са југа, за који се Троглав планински веже. Њега од Чемерна одвајају долине Дубочице и њене притоке Топлице, које одлазе на исток ка Ибру. Веза Троглава и Чемерна је гребенска, где се раздвајају речни токови који одлазе на исток и запад. Са северне и западне стране Троглав је оивичен долином Толишнице, односно Лопатнице, како се назива у доњем току.
Највиши врх Троглава је Ком (1 178 m), који је окружен са два врха приближне висине, по којима је планина добила назив.